# Levinka
Levinka (en rus: Левинка) és un poble de l'óblast de Tula, a Rússia, segons el cens del 2010 tenia 264 habitants.